# Arvika (gemeente)
Arvika is een Zweedse gemeente in Värmland. De gemeente behoort tot de provincie Värmlands län. Ze heeft een totale oppervlakte van 1968,6 km² en telde 26.275 inwoners in 2004.

## Plaatsen
- Arvika (stad)
- Jössefors
- Edane
- Klässbol
- Sulvik
- Gunnarskog
- Glava
- Västra Furtan
- Ottebol
- Nedre Rackstad en Holm
- Västra Jössefors en Kolbotten
- Högvalta
- Stömne
- Västra Sund
- Slobyn
- Bron (Arvika)
- Blakstadsfors-Säftered
- Mangskog
- Gamla Bruket
- Fröbol
- Gravås